# Карив, Ицхак
Ицхак Карив (ивр. יצחק קריב‎, 1902, Российская империя — 1999, Израиль) — израильский политик, мэр Западного Иерусалима в 1952—1955 годах.
Родился в России. После переезда в Палестину занимал пост директора банка в Иерусалиме, но проживал в бедном квартале Геула.
В сентябре 1952 года, после ухода в отставку мэра Западного Иерусалима Шломо Залмана Шрагая, новым мэром был избран Карив, выдвинутый на этот пост от партии «Мизрахи». Мэра не удавалось избрать с июня, и кандидатура Карива стала удобным для правых партий компромиссом. К этому моменту он оставался достаточно малоизвестен, и бывший мэр Даниэль Остер заявил, что за 38 лет проживания в Иерусалиме ни разу с ним не встречался.
Карив занимал пост мэра два с половиной года. Всё это время фракционная борьба в городском совете Западного Иерусалима продолжалась, мешая нормальному функционированию муниципалитета, пока в апреле 1955 года министр внутренних дел Исраэль Бар-Йехуда не распустил городской совет, назначив временную комиссию по управлению городом до выборов в июле того же года.
В 1990-е годы участок улицы Мамила между стеной Старого города Иерусалима и улицей Давид ха-Мелех был переименован в честь Ицхака Карива.